# Liparopsis
Liparopsis is een geslacht van vlinders van de familie tandvlinders (Notodontidae).

## Soorten
- L. celebensis Gaede, 1930
- L. dympna Schaus, 1928
- L. formosana Wileman, 1914
- L. postalbida Hampson, 1892